# Гојко Капор
Гојко Капор (Мириловићи, 28. август 1920 — Београд, 13. јануар 2000) је био југословенски и српски неуропсихијатар, редовни професор и пуковник Југословенске народне армије.

## Биографија
Гимназију је завршио у Нишу. Медицински факултет уписао је 1939. у Београду. Због избијања рата, студије је прекинуо 1941. и отишао у Ниш, гдје је до 1943. радио у Грађанској болници као љекарски помоћник. По завршетку рата наставио је студије на Медицинском факултету у Загребу и дипломирао 1948. године. Специјализацију из неуропсихијатрије започео је 1950. на Клиници за душевне и живчане болести у Загребу, а специјалистички испит положио је 1953. на Медицинском факултету у Београду, на којем је и докторирао 1960. одбраном тезе Личност и отпорност према страху од летења код пилота. На ВМА је изабран у звање доцента 1961, ванредног професора
1967. и редовног 1972. године. Чин пуковника добио је 1963. године. Био је начелник Клинике за неурологију и психијатрију ВМА од 1975. до одласка у пензију, 1983. године. Био је члан Српског лекарског друштва, Удружења психолога Југославије и Међународног колегијума неуропсихофармакологије и редовни члан Академије медицинских наука СЛД. Први је у СФРЈ увео и примијенио психометријске мјерне инструменте MMPI и Cornell Index. Обjaвиo је више од 130 стручних и нaучних рaдoвa, највише из области неуропсихијатрије. Преминуо је 23. јануара 2000. године у Београду, где је и сахрањен на Новом гробљу.

## Признања
За свој допринос науци добио је три велике награде: Октобарску награду града Београда за књигу Психопатије или поремећаји личности (1980), Награду „22. децембар“ за књигу Ратна психијатрија (1982) и, на предлог Академије медицинских наука, Награду за научноистраживачки рад Српског лекарског друштва за целокупни научноистраживачки допринос у медицини (1994). Носилац је седам одликовања, од којих су четири ратна: Орден заслуге за народ II реда, Орден заслуге за народ III реда, Орден братства и јединства са сребрним венцем и Орден за храброст.